# Pepa Chesa
Pepa Chesa i Vila (Oliva, Valencia, 1954) es una política nacionalista de la Comunidad Valenciana. Bióloga y catedrática de Instituto.
En su etapa universitaria ya militaba en movimientos anti-franquistas. Su primera militancia organizada se produjo en Germania Socialista (GS), grupo liderado por Josep Vicent Marqués. Después también formó parte del Movimiento de Liberación Comunista (MAC). Se integró, como independiente, en la Unitat del Poble Valencià (UPV) desde su fundación, y lideró una escisión en dicho partido para formar el Partit Valencià Nacionalista (PVN). Finalmente, ha sido impulsora de la unificación de todas estas fuerzas políticas dentro del Bloc Nacionalista Valencià.
En el ámbito institucional, ha formado parte de todas las candidaturas locales nacionalistas en Oliva desde 1983. Ha sido concejala en el ayuntamiento desde 1987 hasta 2004 y a lo largo de este periodo ha desarrollado, en legislaturas sucesivas, las concejalías de Medio Ambiente, Sanidad, Cultura y Turismo, entre otros, y ha formado parte de la Comisión de Gobierno en varios momentos. En el periodo corporativo que va de 1999 a 2003 fue presidenta de la Mancomunidad de Municipios de La Safor.
Con respecto a los cargos orgánicos, Pepa Chesa fue miembro del Consejo Político de la UPV entre 1984 y 1988, lugar que abandonó al disentir de la política de la organización. Después fue presidenta del Partit Valencià Nacionalista. Y con la fundación del BNV como federación, en 2000, fue elegida vicepresidenta, con Pere Mayor como presidente, cargo que ocupó hasta 2003. En el Congreso Extraordinario celebrado en dicho año, fue elegida secretaria de Organización del BNV, en la candidatura del secretario general, Enric Morera.
Su evolución política la lleva a convertirse en un referente, para entender la evolución del nacionalismo valenciano.
En las elecciones autonómicas de mayo de 2007 fue la número 2 de la lista por la circunscripción de Valencia.
Está casada y tiene una hija.